# 紐璘
紐璘（？—1263年），蒙古帝国将领，蒙古散只兀氏。孛罗带的孙子，都元帅太答儿之子。早年随其父征战，以智勇善谋，被大家信服。
兀良合台打通云南至四川道路后，1257年春，纽璘随大汗蒙哥的军队征伐南宋四川，率兵万人攻掠四川。纽璘从利州（今广元市），下白水（今白龙江），过阆州大获山（今阆中东北），出梁山军（今梁平），直抵夔门（今奉节瞿塘峡）。蒙哥又命万户刘黑马、夹谷龙古带率蒙古汉军，乘宋西川防务空虚之际，一举占领宋朝已废弃的成都城（今成都市），七天修复成都，并派都元帅阿答胡驻守。
1258年春，宋理宗以成都关系全局安危，命四川制置使蒲择之率蜀地军队攻取成都。蒲择之派都统杨大渊率军守御剑门关，以阻蒙古北援，派安抚刘整、都元帅段元鉴率一军守御东西川要道灵泉山（今遂宁东）城、箭滩渡（今遂宁东涪江渡口）以阻蒙古东援，亲率诸军攻打成都。纽璘已由夔门回到合州（今合川），想要率军西进，至成都会合守将阿答胡所部。纽璘在遂宁江箭滩渡与宋朝刘整军激战一天，突破宋军防线，斩首二千七百余。部将石抹按只率汉军攻灵泉山，大败宋军，乘胜追杀，宋军大败，纽璘攻至成都，因功受赏。
都元帅阿答胡死后，被众将推举纽璘为首领。纽璘率军据城坚守多日。五月，成都有暴风雨，霖雨连绵，地面泥泞，对宋军攻城不利。纽璘突围，与前来增援的汪德臣部内外夹击，率军大败宋朝蒲择之军。纽璘率军围攻宋朝成都府治所云顶城（今金堂南），守将失计。不久，城中粮尽，纽璘部将彻理率兵一部由水门先登，破其壁垒，宋将姚德以城降。平定成都、彭州、汉州、怀州、绵州，收附威州、茂州。于是西川州县相继降蒙，致使宋军全部退出西川。因功为都元帅。
当年冬天，为配合蒙哥攻蜀，纽璘以部将拜延八都鲁、刘黑马等率兵五千守成都，自率军一万五千，号称五万，二百战船，并以降将张威属下五百人为先锋，水陆并进，经简州（今简阳西北），沿内江水（今沱江）人长江，兵至重庆府，军至资州（今资中），架桥渡军，分兵两路而进。千户暗都剌率舟师顺内江水下，纽璘率领步骑南下至泸州，遇宋军以五百战船控江渡，令长于水战的将领石抹按只，率七艘战船向其冲击，步骑前进，将宋军击败，顺江而东。蒲择之以兵分击，均被击败，纽璘顺利进至涪州（今涪陵），造浮桥，在桥南北驻军，封锁重庆江面，绝宋朝援军，声援蒙哥大军。1259年，攻打思州、播州，在涪州击败南宋吕文德。因为士兵水土不服，于是退兵。
1260年，忽必烈和阿里不哥争夺汗位，纽璘应忽必烈之召，镇守秦州、巩州。1261年，援助宋朝降将刘整击败吕文德，但是不愿刘整受宠，遇事阻挠刘整。1263年，被刘整进谗言，逮到上都按问，后来获释，回到昌平，他死在归途中。元仁宗延祐元年（1314年）追封蜀国公。

## 传記資料
- 《元史》卷129 列传第十六
- 《新元史》卷164 列传第六十一